# 姑山里

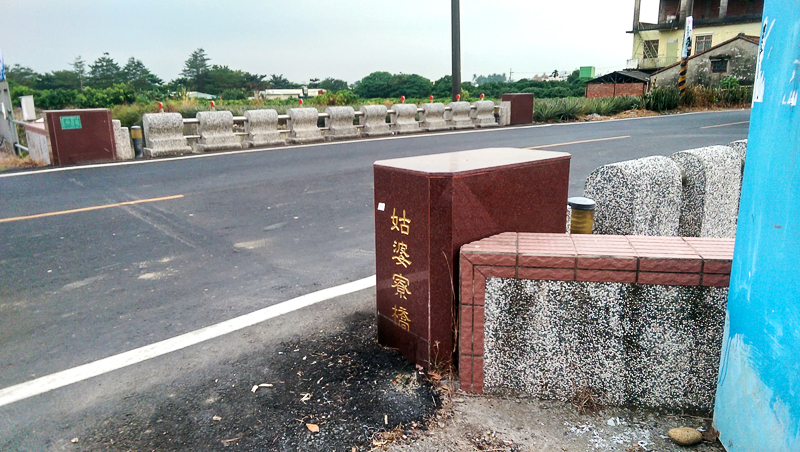
姑婆寮橋-因要紀念早期的地名所取

22°45′58″N 120°26′4″E / 22.76611°N 120.43444°E
姑山里是台灣高雄市大樹區所轄的里，位於大樹區的中部，轄區呈東西向，地形則呈南北走向，西高東低，東有高屏溪與屏東縣九如鄉相望，西以大社區翠屏丘陵山脊為界，南邊和大樹市區檨腳相鄰，北邊與三和為界，是個山多田少、人口逐漸往外移的農業村莊。

## 歷史
早期地名為「姑婆寮」，其來源有三種說法：其一為清朝土匪眾多，許多女人因丈夫早死而成為姑婆，因而得名；其二為該地早期姑婆芋密生而得名；其三則來自原住民平埔族馬卡道族的「穀倉」之音，馬卡道語穀倉念作Kuvan或Kovau，音近姑婆而得名。
清朝乾隆以前，姑婆寮早已形成聚落，並且拓墾姑婆寮坑溝上游的大井浦、城竹仔及姑婆寮山頂的山坳地。乾隆末年首次記載於《平臺紀事本末》，道光年間當地富豪林玉清，由嶺口庄引淡水溪之水，開鑿出嶺口圳，使姑婆寮成為當地富庶的聚落。乾隆以後可由《鳳山縣誌》中《大租戶執照》及《開墾單字》兩文書中留下的幾張契字，得知姑婆寮境內的建設現今又有長足進步的開發及繁榮。
清治時期行政歸屬於鳳山縣觀音內姑婆藔庄，日治時期沿用清朝地名姑婆藔，並移除堡里鄉澳的行政區劃功能剩戶籍、地籍等功能，1897年、1898年姑婆藔庄改為鳳山縣鳳山辨務署管轄，1898年底鳳山縣被併入臺南縣；1901年姑婆藔庄改為鳳山廳鳳山支廳姑婆寮區管轄，1909年鳳山廳併入臺南廳。1920年實施州廳制，自然村等級的街庄社鄉大量整併成面積更大的街庄，原街庄社鄉則成為新街庄下轄的大字，姑婆藔庄與其他幾個庄合併為高雄州鳳山郡大樹庄，而其本身則成為大樹庄下轄的姑婆寮大字。
戰後，政府於1945年調整行政區域，將原姑婆寮大字的姑婆寮、姑婆寮山頂、聖媽坑三聚落合為一村，其餘則分出大坑村及三和村；取姑婆寮之名與該地多山地而命名為姑山村，為高雄縣鳳山區大樹鄉所轄，而原姑婆寮大字則轉為地籍單位姑婆寮段；不久鳳山區廢除，大樹鄉改為縣直轄。2010年12月25日隨五都改制，改為高雄市大樹區姑山里。

## 人口
姑山里一帶先民多數自清朝福建省漳州府、泉州府，少數從他地遷徙而來墾植。目前姑山里的《百家姓》，順序排名最大二個姓氏為「莊」、「賴」；此兩姓氏的總人口數，約二百多人左右，佔全里人口數百分之二十幾。與多數農業鄉村相同，姑山里的人口持續外流，2001年1月時姑山村尚有1,326人，至2014年10月時已下滑至1,162人。

## 行政

### 區劃
姑山里目前下劃12鄰，鄰以戶做區別，全12鄰用戶皆位於姑山路；1～3號為第12鄰，4～15號以及部分2號為第1鄰，16～30號為第2鄰，31～50號為第3鄰，51～64號為第4鄰，65～79號為第5鄰，80～89號為第6鄰，90～109號為第7鄰，110～117號為第8鄰，118～121號為第9鄰，122～127號為第10鄰，128號以後的為第11鄰。

### 歷屆村里長
歷屆村里長如下，前16屆為村長，第17屆起因縣市合併而改為里長：
| 屆別   | 姓名                      |
| ------ | ------------------------- |
| 1      | 村長：莊山獺 副村長：莊秤 |
| 2      | 村長：黃萬直 副村長：陳田 |
| 3～6   | 黃萬直                    |
| 7      | 唐再枝                    |
| 8      | 許朝性                    |
| 9、10  | 莊長庚                    |
| 11     | 李水獺                    |
| 12～15 | 莊長庚                    |
| 16～18 | 賴志文                    |

## 聚落庄名
- 大井埔：位在姑婆寮的郊外，早在荷治時期就已墾植成聚落，因此地有一口荷蘭人所挖的水井，就以此命名，又有人稱為荷蘭井，隨著時代的變遷，水井也已消失。[參⁠ 20]:18[參⁠ 21]:073
- 城竹仔：姑婆寮的西北邊丘陵，因有竹欉圍繞，像城牆的樣子而得名。[參⁠ 21]:073
- 竹腳厝：屬大樹區大坑的一個聚落，舊名為「大道公厝」，地名有很多說法，其中較為恰當的說法為「西邊山上就是城竹仔部落，而竹腳厝位在山腳下而得名」[參⁠ 21]:075[參⁠ 22]。
- 姑婆寮山頂：位於竹腳厝山頂南側，姑山里第8～11鄰。相傳為咸豐年間因高屏溪洪患而自溪畔沙洲牽至該處，後日治時期昭和年間完成高屏溪堤防，原沙洲住民全遷至此處。另有自竹腳厝山頂遷來的居民，因而分成兩大聚落。[參⁠ 23]
- 三腳寮：屬大樹區三和，位於大坑溝（位於大坑里）南側，大坑聚落西側，大樹丘陵東側的崖腳。[參⁠ 24]
- 摩天嶺：又稱「大平尖」，位於竹腳厝[參⁠ 22]山頂西北邊，標高186公尺，為大坑坑溝以南地勢最高之處，天氣良好時視野極佳，東可眺望屏東平原與大武山系，西可見整個高雄地區與臺灣海峽，因此稱「摩天嶺」。[參⁠ 24]
- 牛糞崎：由姑婆寮山頂到本庄聚落的產業道路。早期姑婆寮山頂多種植甘蔗，農民以牛車搬運下山，斜坡道路的兩側有豐富的草地，農家多將牛隻遷到此地放牧，因而得名，又稱「牛屎崎」。[參⁠ 25]
- 公館巷：台29線道的姑婆寮橋至保能宮之間的地勢平坦處。過去為姑婆寮庄的繁華區，老一輩的當地人稱「公館巷」。日治時期本區建有日本憲兵官舍與物料倉庫。此區因地勢較低，早期雨後容易積水成災、汪洋一片，因此戶戶均築護牆以禦洪澇。[參⁠ 26]
- 三角落：又稱三角頭，是姑婆寮、竹腳厝、三腳寮這三聚落的合稱。[參⁠ 20]:28[參⁠ 21]:076
- 閃尾坑：又名聖媽坑，是位於姑山里第七鄰的一個聚落，說話速度快一點台語會變成「什麼坑仔」，其地名由來已無從考查。本來閃尾坑是位於兵工廠之內（現今崑明寺西北方約五百公尺距離），直到1965年時發生了改變，因聯勤總部要在閃尾坑舊地建立兵工廠而徵收了土地，如今舊時的閃尾坑庄已被併入兵工廠的圍籬中，所以閃尾坑庄才變成座落於崑明寺大門的東方，正好在原臺21線省道旁。[參⁠ 20]:37[參⁠ 21]:071

## 經濟
自清朝、日治時期，姑山里主要在丘陵地種植鳳梨，另有在高屏溪畔的平原地種植水稻，1970年代大樹農會在姑山里與北側的大坑里交接處建造姑山倉庫用做儲藏稻米處。然而到1980年代稻作收入逐漸不敷成本，加上鳳梨、荔枝等農作物的改良，姑山里的居民開始改種植高經濟、高品質玉荷苞荔枝和台農三號鳳梨；至今百分之六十的居民仍以務農為主，農忙時期約莫半年左右；另有為增加收益而轉變成多角經營農地，如休閒農場等遊憩場所；原本因稻農改種鳳荔而閒置的姑山倉庫，也在2001年結合觀光與在地產業為休閒園區，成為大樹鳳荔觀光季以及農特產促銷的地點，逐漸成為高雄的景點之一。

## 宗教信仰

### 保能宮

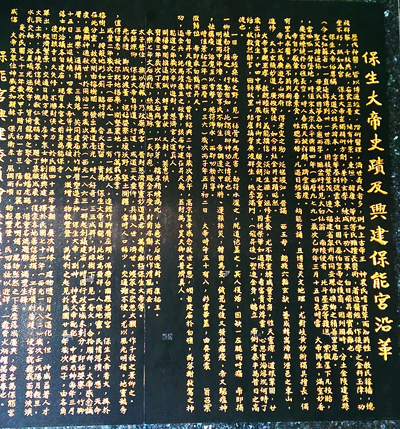
保能宮沿革

傳說咸豐二年（1852年）有經紀人途經竹腳厝庄，佩帶著慈濟宮（位於臺南市）保生大帝香火，掛在榕樹上，找隱密的地方如廁。離開時將香火遺留，實為保生大帝看見，此為發祥地，應天命在此分靈，故夜間由榕樹發出萬道毫光，當時有人好奇，三五成群到榕樹下，看見了遺留下來的香火，合掌膜拜。
在同治二年（1863年）信徒們建議興建寺廟，當時因行政區域尚未劃分，即舊稱為三角落的居民，共同合力建造寺廟在竹腳厝，主神為保生大帝，副神為神農大帝、中壇元帥配祀，每年三月十五日出巡繞境，為便利起見，在昭和十一年（1936年），各庄的士紳合議各自建廟，現在本宮廟的前身名為「保能寺」（俗稱公厝）。後因該寺日久失修，於1956年重翻，後來經濟繁榮交通越來越方便，庄中士紳建議重新建造宮廟，選擇1982年農曆十月大興土木，在1984年農曆十二月初一吉旦安座落成，並命名為「保能宮」。:28

### 鎮和宮

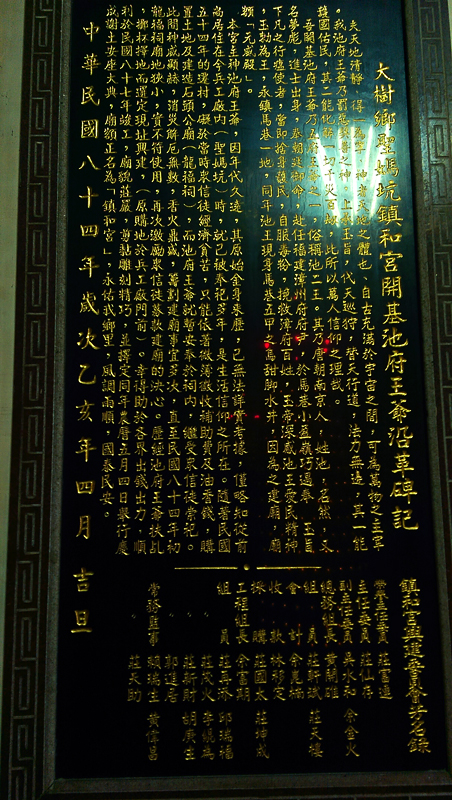
鎮和宮沿革碑記

鎮和宮（原龍福祠），奉祀的主神為池府千歲，因年代久遠，金身來歷至今無可考。尚未遷移時，奉祀於黃公諱廣之宅中，當土地被徵收時，信徒集資以微薄的香油錢暫購小塊的土地於聖媽坑，建造石頭公廟－龍福祠。建廟之議於1995年籌備，於1998年竣工，同時將寺廟申請變更為鎮和宮。:37

### 蓬萊山崑明寺
本寺於昭和十八年（1943年）住屏東市吳錦和先生為第二次世界大戰的避難住所，所在姑山里七十九之二號於當年興建「蓬萊山佈教所」，1948年四月由姑山里莊清標、檨腳里陳招喜改建並稱崑明寺，主要祭拜釋迦佛。1958年由王鳳英女士（真妙法師）等募款改修並擴建。:38

### 武聖山關帝廟八正堂
源於1995年由八位熱心人士創設「八正堂」於高雄縣大社鄉（俗稱鸞堂或善堂），經關聖帝君降諭指示，於2001年從大社區移至大樹區現址，賜名為武聖山關帝廟。正殿安奉關聖帝君與左右護法神君，左殿為儒殿奉至聖先師孔夫子，右殿菩薩殿奉觀世音菩薩。工程歷經九載有餘，於2007年冬季舉行入火安座大典。:41

### 姑山里宋江陣
相傳清朝時期，這裡曾經盜匪猖獗和各地區的人民械鬥不斷，因此居民必須習武演練宋江陣以求自保，另一目地也是為了可以守望相助。:43

## 文化產業

### 莊家古厝

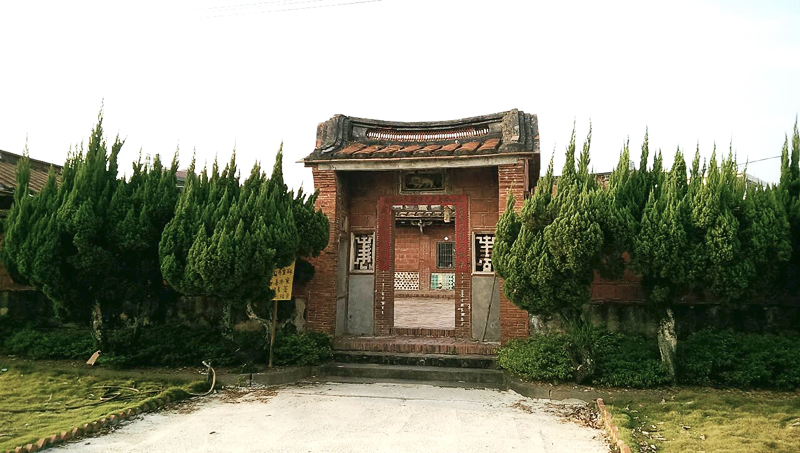
莊家古厝出入口

莊家古厝位於姑婆寮山頂東側，為莊家堂號「天水堂」的家族所有，早期莊氏族人以儉持家而漸漸發達；清代莊家先祖建起大厝，完成四合院形制。日治時期莊姓先祖逐漸累積致富，於明治末年到大正初年間又將建築增建；而後於1921年擴建成今之模樣。至今日仍保留完好，莊家人曾對建築作整修使整體格局完整，並向高雄縣文化局申請為歷史建築，因其完整建築具文化價值而登錄，但兩年後部分莊家人提出撤銷；縣府暫時將預算凍結，並將莊家古厝暫列為歷史建築。近年因常為鄉土戲劇拍攝地，以及電視報導，漸為人所知，成為大樹區有名的景點。

### 百年純手工棉被店
為傳統古老的棉被店，平凡的店門口並無招牌，以純手工打製棉被逾半世紀。據該店負責人黃慶義表示，打棉被是家傳產業，該店是由父親黃三吉從台南舉家搬遷到現址，在搬來前均由黃父騎腳踏車，由台南出發到大樹區一帶來招覽生意:48。

### 柑仔店
此店於民國四十年代（1950年代）開始營業至今，為現今已少見的傳統的柑仔店。舉凡生活上用到的米、油、鹽、醬、醋、茶、糖、毛巾、菸酒...等，及孩童喜愛的糖果、餅乾、冰品等都有；因人潮減少，冰品與冰飲後來停止販賣，目前只販賣一些日常生活上、廚房裡、菸酒...等用品。:50

## 教育

### 姑山國小

#### 學校沿革
- 1965年成立溪埔國小姑山分班。
- 1969年改制為溪埔國小姑山分校。
- 1981年民國七十年設校，校名姑山國小。
- 設校至今班級數皆維持六班，學生數最多時近二百人。
- 黃雲星任首任校長（1981年八月至1987年八月），蘇智宏校長自1990年八月接任，後蘇廣德校長接任，2014年許文寬校長接任。
- 2010年高雄縣市合併，改為高雄市大樹區姑山國民小學。[參⁠ 41]

#### 重建略記
校園北側排水溝因下游屬「無尾溝」，且排水涵洞狹小，每遇大雨，洪水夾雜樹枝、垃圾阻塞涵洞，大水、泥漿由堤岸、門口貫注校園，往往造成校園大患。姑山國小舊有校舍原屬老背少建築，且部分校舍已逾使用年限，縣府基於安全性及功能性的考量，於2002年惠允補助整建國中小教育設施。校舍工程於2002年8月20日開工，歷經舊校舍拆除、整地、奠基，在各方人士群策群力之下，連同北側圍牆及景觀工程於2004年8月13日竣工:54。

#### 校園現況
2006年2月時校地占0.9公頃。共有普通校舍六間，圖書室，電腦教室、視廳教室、音樂教室、保健室、自然專科教室、美勞專科教室、教具室、午餐廚房各一間，辦公室3間，運動場乙座。

## 交通
境內省道臺29線南北貫通，往南可進入大樹市區，再往南可入大寮、林園，北往旗山；另可從北側轉國道三號往臺南及屏東或轉國道十號往旗山、高雄市區，以及從北側東西向的市道186甲線通往西方的仁武、燕巢、大社，和區道高46線通往義守大學、直達大社與楠梓。本身里內則以南北貫穿的區道高145線（姑山路）為主幹道，全里距離鳳山、高雄市區等地約莫三十分鐘。
大眾運輸部分，1910年至1978年間今臺29線曾有糖鐵旗尾線載客，於北側大坑聚落設有洲子站，南側大樹市區處設大樹站，姑山剛好位於兩者正中間處。今則有從高雄車站往東於轉臺29線往北進旗山的8009、8010、8011三條社區公車；還有從捷運橘線衛武營站穿過鳥松區至佛陀紀念館的橘7B捷運接駁車，以及從臺鐵鳳山車站出發行經大樹各景點的臺灣好行大樹祈福線。但由於姑山里呈東西向細長型，這些路線都只南北向的經過東側山腳。

## 著名人物
- 王金帶，研發玉荷包荔枝量產的果農，被稱做「玉荷包之父」。[參⁠ 49]

## 外部連結
- 高雄市大樹區-姑山里
- 高雄數位村里通-姑山里